# Šafrán (koření)

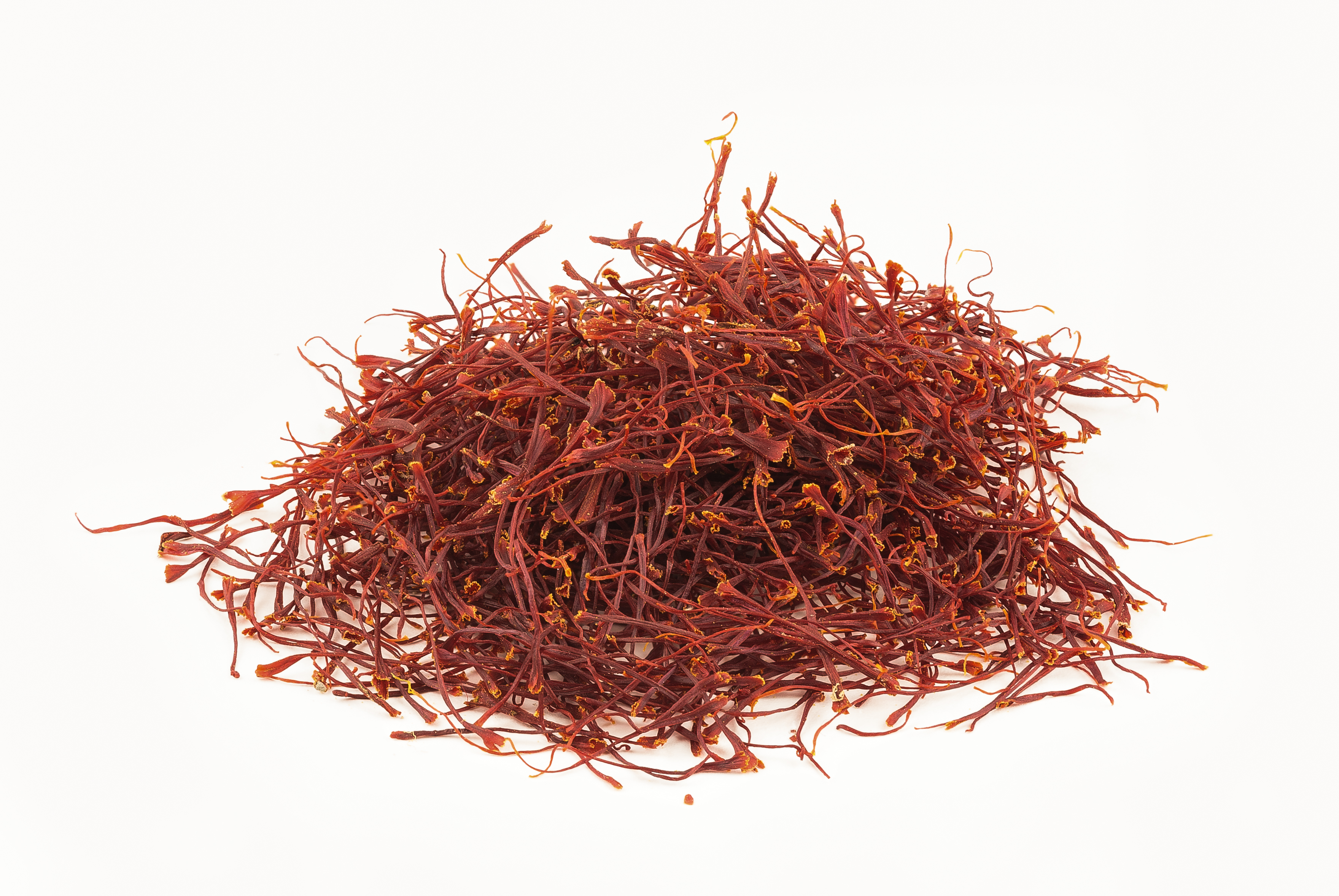
Pravý šafrán

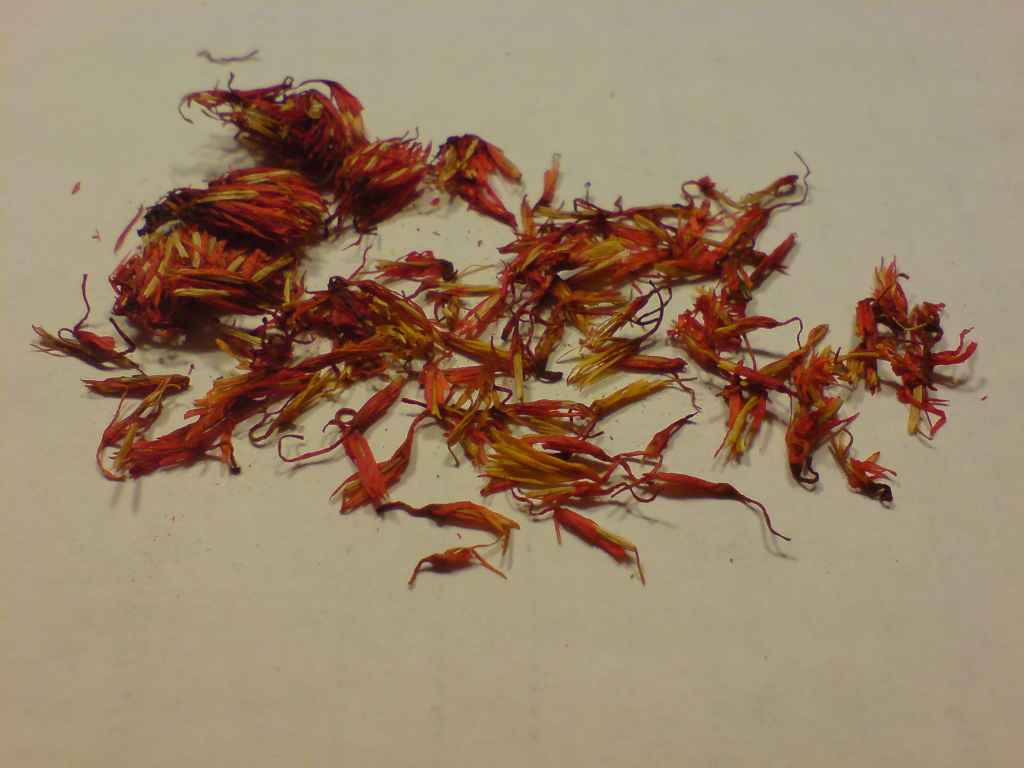
Nepravý šafrán

Šafrán je koření vyráběné od starověku ze sušených čnělek květů šafránu setého. Kromě nahořklé chuti dodává pokrmům jasně žlutou barvu.
V každém květu šafránu setého jsou tři nitkovité, 2 až 3 centimetry dlouhé purpurově hnědé čnělky (někdy nesprávně nazývané blizny), které se sklízejí ručně, odštípnutím. Neexistuje žádný stroj, který by jakkoliv ulehčil sběr čnělek, a tento fakt, společně s malým množstvím takto získaného koření (přes 100 000 čnělek váží jen asi 1000 g), je důvodem vysoké ceny šafránu. Šafrán je tudíž koření vzácné a drahé, již velmi dlouhou dobu nejdražší na světě, odtud pak plyne úsloví „je toho jako šafránu“. Kilogram pravého šafránu stojí 5000 amerických dolarů či více.
Jako levnější náhrada se někdy používá nepravý (také „turecký“) šafrán, sušené korunní plátky světlice barvířské popřípadě kořen kurkumovníku. Šafránové blizny bývaly míchány se sušenými okvětními plátky měsíčku lékařského. Pančování šafránu bývalo v minulosti tvrdě trestáno, někdy dokonce i oběšením.

## Původ a použití
I když stále panují pochybnosti o původu tohoto koření, pochází šafrán z Íránu. Za pravděpodobnou oblast původu jsou považovány také Řecko a Mezopotámie. Harold McGee uvádí, že šafrán setý byl domestikován v Řecku či jeho okolí během doby bronzové.
S používáním šafránu se nejčastěji setkáme v arabské a indické kuchyni. V Evropě ho lze najít v některých receptech kuchyně španělské, italské a francouzské. Šafrán se používá v mleté podobě, sušené květy lze rozmlít buď v mlýnku, nebo rozdrtit pomocí hmoždíře.Typicky se šafrán přidává především do rýže, která tak získá charakteristickou žlutou barvu. Ta je typická například pro španělský pokrm paella. Kromě toho se se šafránem lze setkat též v receptech na omáčky, polévky, dipy či dortové krémy.